# Seishirō Itagaki
Seishirō Itagaki (板垣 征 四郎, Itagaki Seishirō 21 de gener de 1885 - 23 desembre de 1948) va ser general en l'exèrcit imperial japonès en la Segona Guerra Mundial i ministre de guerra. Condemnat per crims de guerra, va ser executat al desembre de 1948.
Després de la guerra, va ser arrestat per les autoritats de SCAP i acusat de crims de guerra, específicament en relació amb la presa japonesa de Manxúria, la seva escalada de la guerra contra els Aliats durant el seu mandat com a Ministre de Guerra, i per permetre un tracte inhumà de presoners de guerra durant el seu mandat com a comandant de les forces japoneses al sud-est asiàtic. Va ser declarat culpable pels càrrecs 1, 27, 29, 31, 32, 35, 36 i 54 i va ser condemnat a mort el 1948 pel Tribunal Militar Internacional per al Llunyà Orient. Itagaki va ser penjat el 23 de desembre de 1948 a la presó de Sugamo, Tòquio.